# Dominic Longo
Dominic Longo (Sydney, 23 de agosto de 1970) é um ex-futebolista profissional australiano, atuava como defensor.

## Carreira
Dominic Longo representou a Seleção Australiana de Futebol, nas Olimpíadas de 1992.